# Andrena praecox
Andrena praecox – gatunek pszczoły z rodziny pszczolinkowatych (Andrenidae). 

## Opis
Pszczoła ta lata wczesną wiosną, od marca do kwietnia-maja. Samica mniejsza od pszczoły miodnej, z brązowożółtym, gęstym owłosieniem z wierzchu, od spodu kremowobiało owłosiona. Wyspecjalizowana w zbieraniu pyłku z wierzb, ale samice można też spotkać żerujące na innych kwiatach. Występuje w całej Europie, w Polsce pospolita.

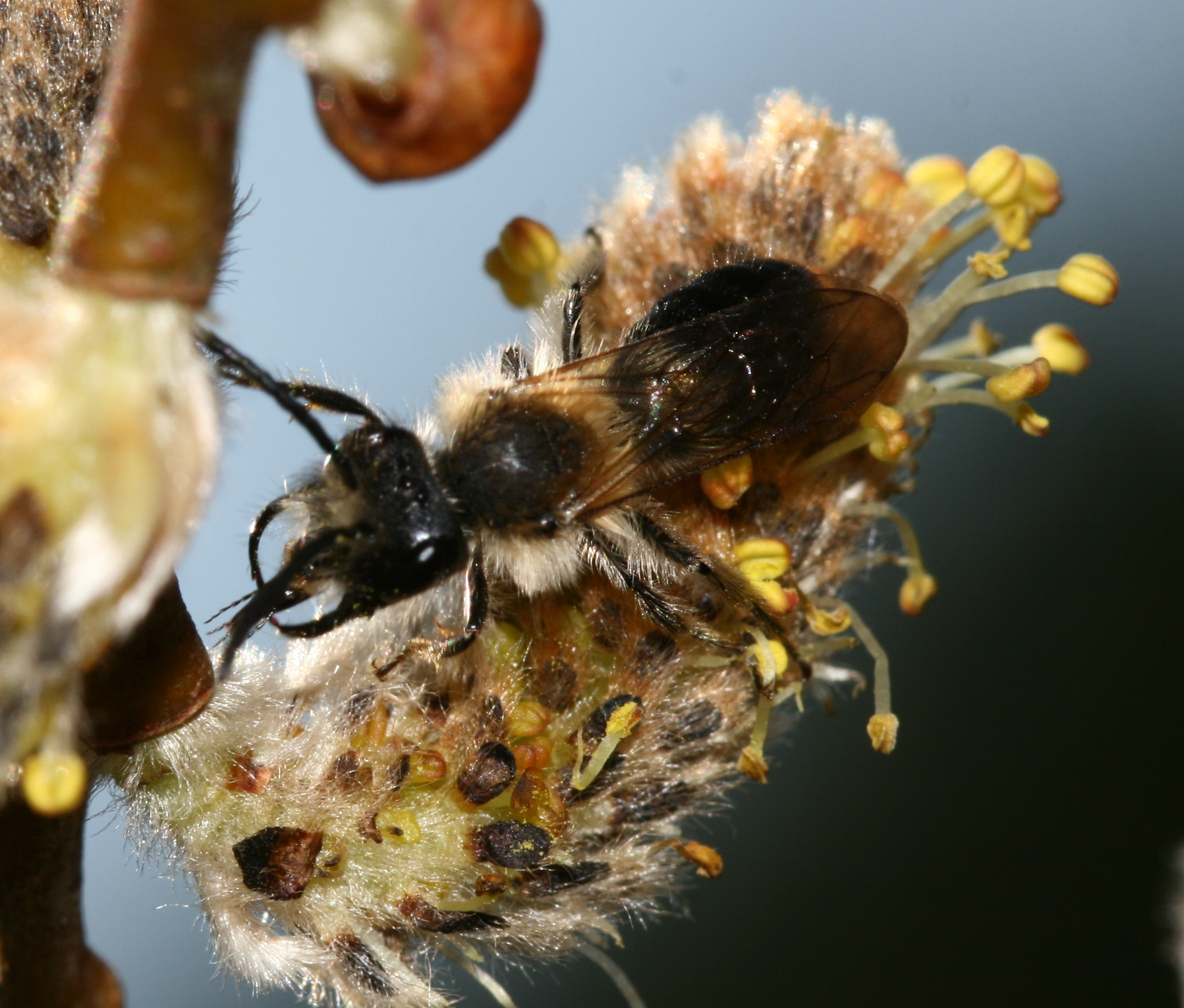
Samiec
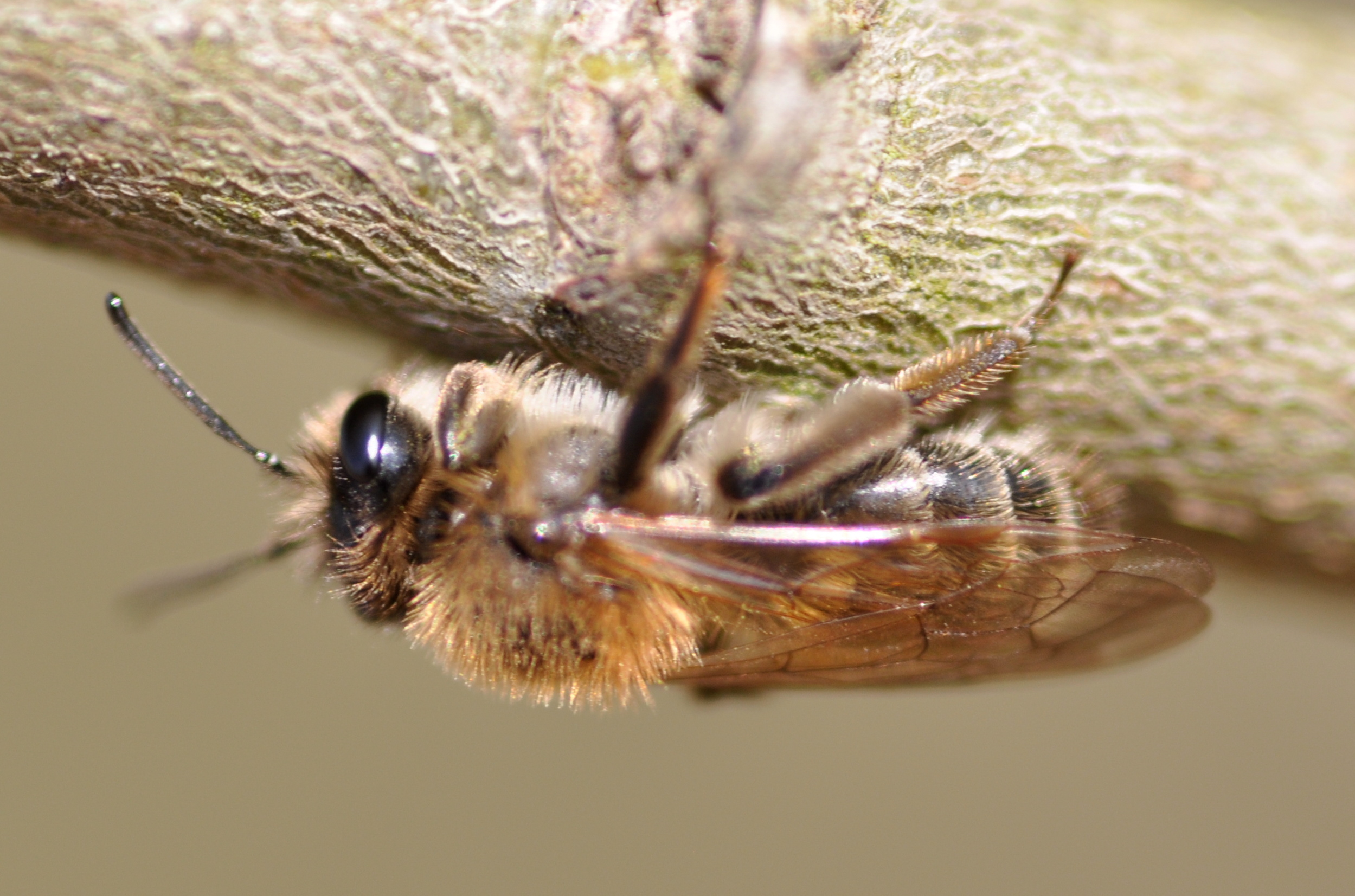
Samica